# مارمولک‌های کرمی
مارمولک‌های کرمی (نام علمی: Amphisbaenidae) نام یک تیره از زیرراسته کرمی‌مارمولکان است.